# L-gulonato 3-deidrogenasi
La L-gulonato 3-deidrogenasi è un enzima appartenente alla classe delle ossidoreduttasi, che catalizza la seguente reazione:
L-gulonato + NAD+ ⇄ 3-deidro-L-gulonato + NADH + H+
Ossida anche altri L-3-idrossiacidi.